# Catalonia Today
Catalonia Today er et månedligt engelsksproget magasin og et websted med nyheder om Catalonien . Den har fra starten været tilknyttet El Punt Avui- gruppen, som den deler indhold med. 

## Historie og profil
Projektet startede i 2004 som en gratis avis med journalisten og politikeren Carles Puigdemont og Barcelona-Korrespondenten fra The Times, Stephen Burgen.  I 2010 havde det en cirkulation på 15.000 eksemplarer og mere end 4.500 abonnenter.
Idéen med projektet var at skabe en avis om Catalonien, men på engelsk rettet mod turister og udenlandske indbyggere, der bor i Catalonien, samt katalanere, der er interesseret i at læse og forbedre deres Engelsk.  Blandt samarbejdspartnerne er Matthew Tree, Martin Kirby, Xevi Xirgo, Joan Ventura og Emma Ansola. 
I 2010 blev det tildelt Francesc Macià Memorial Award af Josep Irla Foundation for at forsvare den catalanske kultur og nation. 
Dets nuværende redaktør (fra 2016) er Marcela Topor, kone til grundlægger Carles Puigdemont. 